# 邓骞
鄧騫（?—?），字長真，晉朝長沙人。當時湘州刺史譙王司馬承想討伐王敦，任命鄧騫爲主簿，讓他勸說甘卓和自己一同討伐王敦。甘卓覺得鄧騫不錯，想把他留下作爲自己的參軍，鄧騫以有老母要供養為由拒絕。結果司馬承戰敗，被王敦將領魏乂俘虜，而魏乂任用鄧騫為別駕。後來鄧騫又擔任武陵、始興太守，升遷為大司農，在任內去世。

## 延伸阅读
[在维基数据编辑]
 《晉書·卷070》，出自房玄齡《晉書》